# Chapelle de la Maladrerie de Saint-Julien-du-Sault
La chapelle de la Maladrerie de Saint-Julien-du-Sault est une ancienne chapelle située à Saint-Julien-du-Sault, en France. Elle était consacrée à saint Nicolas.

## Localisation
La chapelle est située dans le département français de l'Yonne, sur la commune de Saint-Julien-du-Sault.

## Description
La chapelle de la Maladrerie de Saint-Julien-du-Sault (inscription par arrêté du 30 octobre 1925) se caractérise par un plan rectangulaire simple. Elle est construite avec des matériaux locaux en blocage de meulière. Malgré sa transformation en écurie, elle présente encore des traces d'origines : une niche sous la fenêtre gauche du triplet et un lavabo monté en plein cintre aux arêtes chanfreinées dans le mur nord.
Comme la plupart des maladreries au Moyen Âge elle se trouvait à proximité de la voie romaine et d'un cours d'eau (l'Yonne).

## Historique

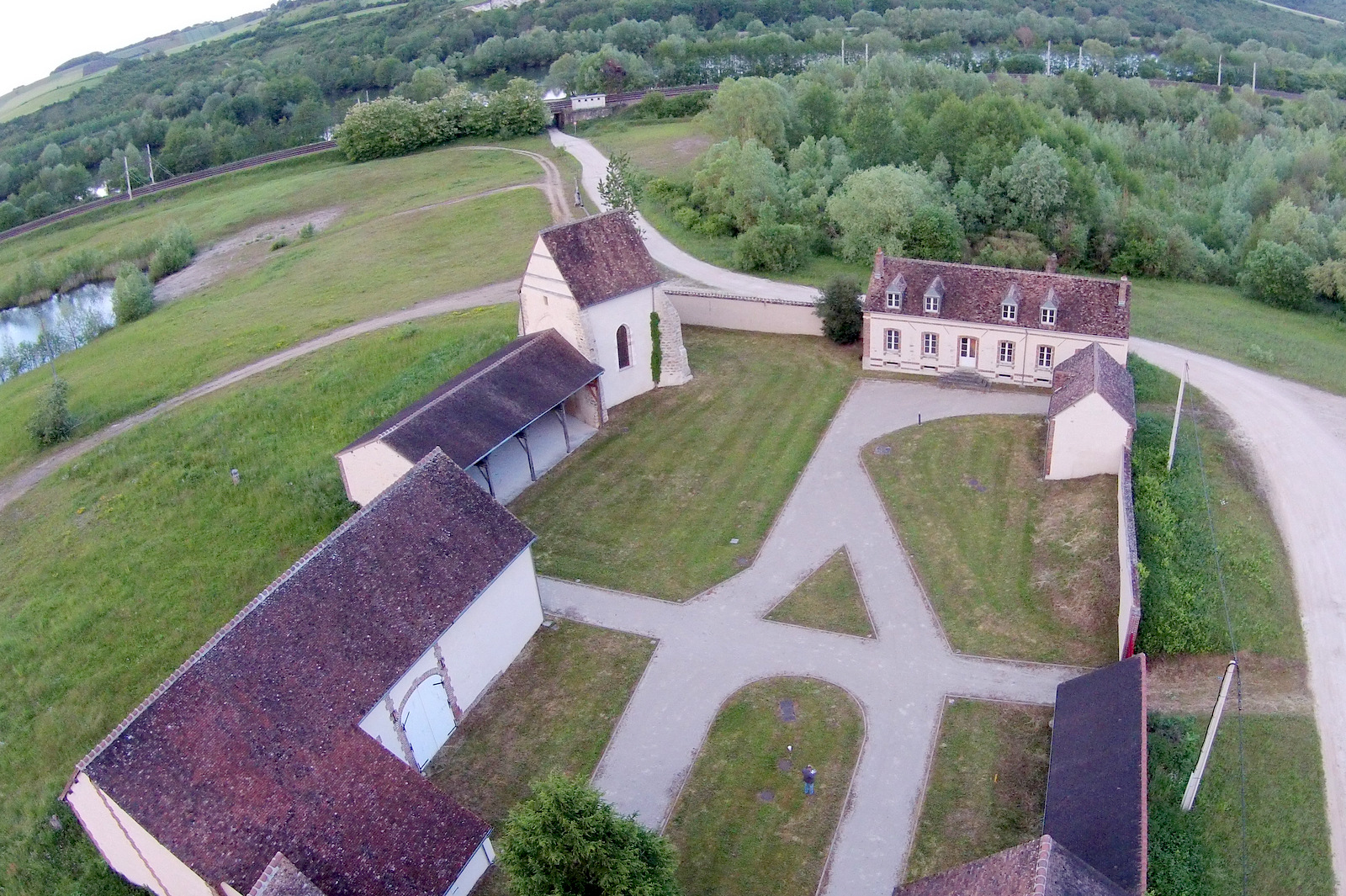
Vue de la Maladrerie.

L'existence de la maladrerie dans le but de regrouper, isoler et soigner les gens atteints de la maladie rapportée d'Orient par les croisés est attestée dès 1211 dans une charte passant accord entre Miles d'Ordon et son oncle Hugues, prêtre de la « maison des lépreux de Saint-Julien » (domo leprosum Sancti Juliani)
Elle était ouverte à toutes les couches de la population, puisqu'elle a accueilli le fils de Guillaume Macher, chevalier local.
Loys de Lescagne adjoint le gouvernement de la maladrerie à sa charge de capitaine du château en 1564, puis elle fut rattachée à l'Hôtel-Dieu de la ville en 1695 pour devenir une ferme, propriété de l'hospice.
La maladrerie disposait de son cimetière et une croix de bois, dressée sur une construction en gradin, servait de lieu de station le mardi des rogations à la procession de Saint-Julien.
Le seul bâtiment témoin de la construction primitive du XIIIe siècle est la chapelle. Mais à partir du XVIe siècle, la maladrerie n'eut plus qu'une activité agricole. En 1812 elle fut divisée en deux fermes et la chapelle qui servait jusqu’alors d'écurie fut transformée et reçut à mi hauteur un sol intermédiaire carré par lequel on accédait par un escalier extérieur.
En 1853, on amputa la maladrerie de trois hectares et demi pour réaliser des voies ferrées sur la ligne de chemin de fer Paris-Lyon.
En 1853, les bâtiments furent remaniés et on reconstruisit le bâtiment d'habitation sur les plans de l'architecte Pourain.
Pendant l'Occupation, la Résistance y avait installé un émetteur et un récepteur radio que les Allemands ont vainement cherché. 
L'ensemble qui appartenait à la maison de retraite a été rénové fin 2006 pour un coût de 896 000 € hors taxes pour les bâtiments et 115 500 € pour la chapelle. En 2015, la municipalité l'achète pour 1 400 000 € dans le but d'y développer des activités de loisirs, pédagogiques et touristiques. Lors du conseil municipal d'avril 2019, 500 000 € supplémentaires ont été attribués à la Maladrerie.
Un golf municipal, géré par l'Association pour le Développement du Golf Educatif, de 9 trous assorti d'un practice de 25 postes, sur un terrain de 11 hectares est inauguré au printemps 2014. La pédagogie d'initiation est délivrée par la Bill Owens Academy.
L'édifice est inscrit au titre des monuments historiques en 1925.